# Эволюция Черепашек-ниндзя
«Эволюция Черепашек-Ниндзя» (англ. Rise of the Teenage Mutant Ninja Turtles) — американский рисованный телесериал, основанный на вымышленной команде ниндзюцу, Черепашках-ниндзя. Премьера сериала состоялась 20 июля 2018 года на Nickelodeon в виде краткого обзора. Сериал, разработанный и исполнительный продюсер Энди Суриано и Анта Уорда, транслировался на Nickelodeon в США с 20 июля 2018 года по 7 августа 2020 года.
Сериал был анонсирован Nickelodeon 2 марта 2017 года, и изначально планировалось, что он будет состоять не менее чем из 26 серий. В этом переосмысленном сериале Черепахи отправляются в новые приключения, стремясь раскрыть мистические секреты Нью-Йорка и свои собственные силы, чтобы спасти мир от зла.

## О сериале
Леонардо, Рафаэль, Донателло и Микеланджело — четыре черепахи-мутанта, которые являются родными братьями. Они отправляются в приключения, где начинают «использование мистических сил ниндзя, которых они никогда не знали», а также «учатся» работать вместе и ориентироваться в опасности современной эпохи, чтобы стать командой героев.

## Персонажи

### Черепашки-ниндзя
- Леонардо (озвучивает Бен Шварц) — красноухая пресноводная черепаха. Третий по старшинству из братьев. Носит синюю повязку. В бою пользуется двумя катанами, а позднее мечом одати. В 27 серии был у мамочки в отеле, где получил оружие которое уничтожит Шреддера и уничтожил его. В 35 серии был посажен в тюрьму скрытого города. Но выбрался. В финале вернулся к старому оружию и по неизвестным причинам стал новым лидером группы. Он любит кататься на скейтборде и держит растения в своей комнате. Эпизод «Лабиринт Минотавра» показывает, что у Лео небезопасная сторона. В «Гумбусе» показано, что он чувствует потребность быть правым.
- Рафаэль (озвучивает Омар Миллер) — грифовая черепаха. Самый старший из братьев. В этом мультсериале, он — лидер группы. Носит красную повязку. В бою пользуется двумя саями, а позднее двумя тонфами. В «Batte Nexus : New York» Был сброшен с моста вместе с медведем призраком, но выжил. В финале вернулся к старому оружию и был скинут с поста лидера. В одной из серии выясняется, что у Рафа аллергия на арахис и слабость к плюшевым мишкам. У него есть привычка говорить в бою от третьего лица. У Рафа есть множество крылатых фраз который пользуется лишь несколько раз.
- Донателло (озвучивает Джош Бренер) — мягкотелая черепаха. Второй по старшинству из братьев. Носит фиолетовую повязку. В бою пользуется высокотехнологичным посохом бо. В финале начал пользоваться обычным посохом бо. В одной из серии выяснилось, что Донни влюблен в героиню комиксов по имени Атомная девушка. А в другой серии, Донни раскрывает пароль своего компьютера который известно что он любит танцы.
- Микеланджело (озвучивает Брендон Смит[англ.]) — коробчатая черепаха. Самый младший из черепах. Носит оранжевую повязку. В бою пользуется парными нунчаками, а позднее кусари-фундо[англ.]. Чаще всех прячется в панцирь. В финале вернулся к старому оружию. В некоторых сериях раскрывается, что Майки также страстно любит готовить, особенно пиццу. Этот прием легко помогал в серии «Ядро битв: Нью-Йорк» когда его помощником стал Жирный Кус, а противником был двухголовый драконовидный противник. Предполагается, что у него быстрый метаболизм, и он страдает от голода.

### Союзники и друзья
- Хамато Йоши/Лу Джитсу/Сплинтер (озвучивает Эрик Бауза) — мутировавшая крыса, сэнсэй черепах. В начале не занимается черепахами всерьёз, но начал тренировать их, когда в городе появились мутанты. В серии «Тень Зла» оказалось, что Сплинтер всё время был Лу Джицу, который по неизвестным причинам мутировал, а также передал черепахам свою ДНК. В серии «Безумный поезд мамочки» выяснилось что его настоящее имя Хамато Йоши, а Лу Джицу — его голливудское прикрытие, чтобы помешать второму возвращению Шреддера, но привлёк некоторых фанатов, включая Драксума и Мамочки. В четырёхсерийном сюжете «Финал» было показано, что он в детстве хотел стать популярным и после потери своей мамы вставал на пути между предназначением и мечтой. В подростковом возрасте перестал слушать своего дедушку (он просто не хотел стать скучным, как и его предки, по его словам), а после, когда он стал Лу Джицу и готовился к съёмке фильма, он отверг совет своего дедушки и тот ушёл навсегда похоронив отношения с дедушкой Хамато Шо. В финале сделал Леонардо лидером черепах.
- Эйприл О’Нил (озвучивает Катерина Грэм) — человеческий друг черепах. В этом мультсериале она — девушка-негритянка. В бою пользуется зелёной магической бейсбольной битой.
- Разгром/Агент 64 — домашнее животное Эйприл.
- Сунита (озвучивает Коди Кавита, во втором сезоне озвучивает Эвани Розен) — дочь взрывного Фрэнки и подруга Эйприл. Появляется в двух сериях: «Рыцари плаща и шампура» и «Операция: Нормальность».
- Хамато Карай (озвучивает Гвендолин Йо) — дочь Ороку Саки, прабабушка Сплинтера и черепах.
- Хамато Кацуо — мать Сплинтера.
- Пеструшка — золотая рыбка Сплинтера. Черепахи случайно разбили аквариум и поселили её в туалете, но случайно смыли. В канализации она стала мутантом, через год вернулась домой, где она со Сплинером придумали план. Она хотела смыть всех, как придёт Лео, и она их смыла, но потом это оказалось шуткой.
- Шеллдон (озвучивает Грег Сайпс) — робот-черепаха, которую создал Донни. Появился в сериях «Умное логово», «Пурпурная игра», «Пурпурный побег». В серии «Готовы или нет» был уничтожен.
- Тодд (озвучивает Туроп ван Орман) — мутант-капибара. Союзник черепах. Появляется в «Богомол», «Лига злобных мутантов», «Всё ради трюфеля», «Конец игры», «Скауты Тодда» «Ядро битв: Нью-Йорк», «Готовы или нет», «Ты не будешь одинок».
- Портьяк — мутант-як. Раньше был человеком, но мутировал по вине черепашек. Появился в «Жуколовы», «Портьяк», «Конец игры»
- Франкенфут (озвучивает Роб Полсен) — оригами-ниндзя из лоскутного одеяла, созданный Рафом в качестве спарринг-партнёра. Он становится постоянным членом команды, даже зарабатывает знак отличия черепахи от Майки.

### Антагонисты и злодеи
- Барон Драксум (озвучивает Джон Сина и Роджер Крейг Смит) — главный антагонист 1 сезона и второстепенный персонаж 2 сезона. Воин-мутант и алхимик, который пытается мутировать людей(это не понравилось Старейшинам Скрытого Города), создатель черепах, позже объединился с кланом Фут и начал добывать части проклятого доспеха, потом стал лидером клана. В финале 1 сезона надел темные доспехи, но был побеждён и броня слетела с него, высосав его жизненную силу, чтобы Шреддер обрёл жизнь. Он вернулся в эпизоде «Возрождение Драксума», где позже стал шефом в школьном кафетерии и стал союзником черепах. В финале 2 сезона он понял что он напутал пророчество. Ведь в финале 1 сезона показывается что от угрозы людей раса Йокаев исчезнет и решил самостоятельно прервать пророчество, и в финале 2 сезона он все понял и узнал, что не от угрозы людей, а от угрозы Шреддера погибнет раса Йокаев.
- Жирный Кус — свиноподобный мутант с молотком для мяса, с помощью которого хочет сделать черепаховый суп. Его способности поглощать чужие способности на время для увеличения его аромата используя свиной пот и усики на руках. Появляется в «Дары Донни», «Крысаж», «Лига злобных мутантов», «Всё ради трюфеля», «Ночные покатушки баллада о чистолюбивой крысе», «Рыцари плаща и шампура», «Горгульи, горгульи», «Пиццебулочки», «Ядро битв: Нью-Йорк»
- Оригами Ниндзя — новые виды ниндзя в мультсериале, которые сделаны из бумаги.
- Хугинн — Левая Гаргулья Драксума.
- Мунинн — Правая Гаргулья Драксума.
- Ороку Саки/Шреддер/Проклятый доспех/Чёрный демон. (Озвучивает Хун Ли) — Демон, существовавший 500 лет назад, был побеждён предками Сплинтера. Драксум и Клан Фут собирали части его доспеха, чтобы возродить его. Был возрождён в финале 1 сезона. Во 2 сезоне он чуть не разрушил Нью Йорк из за того что пришел в мир без разума(так как его воскрешение было не таким как ожидалось) и был как дикий зверь. Был побежден Черепахами и отдан большой Мамочке в качестве зверюшки. В «Ядро битв: Нью-Йорк» он возвращается с помощью кольца Большой Мамочки, но позже кольцо захватывает Фут Рекрут и она со Шреддером уничтожают Отель мамочки. В эпизоде «Черепашье сияние чистого разума» Сломал свой ошейник который на него надел Лео. И его сила вернулась к нему. В эпизоде «Готовы или нет» ворвался в логово черепах в поисках Карай. Сломал черепахам оружие и разрушил их логово. Почти уничтожил Карай. И забрал Сплинтера и Драксума в скрытый город. В финале был уничтожен черепахами. И дух Ороку Саки освободился от доспеха.
- Фут Лейтенант — один из двух главных членов клана Фут и его сэнсэй.
- Фут Зверь — один из двух главных членов клана Фут. Также как и Фут Лейтенант он является огнеголовым.
- Кассандра (Кейси) Джонс/Фут Рекрут — Член Клана фут, впервые появилась в эпизоде «Острый суп: игра». В финале выяснилось что настоящее её имя Кейси, и перешла на сторону черепах.
- Альберто — Робот Аниматроник.
- Богомол — Мутант (ранее человек), владеет своей свалкой. Появлялся в сериях: «Богомол», «Злобная Лига Мутантов», «Свалка для одинокого богомола», «Пурпурный побег».
- Гипнопотам — Мутант-бегемот, является магом. Иногда дружит с Уоренном Стоуном. Первое появление «Ньюсмейкер».
- Большая Мамочка — Паук-Ёкай. Появляется в «Жуколовы» «Портьяк», владеет своим отелем и «Битвой Нексус». Имеет свою собаку по кличке Гас. В «Ядро битв: Нью-Йорк» она превращает Нью Йорк в Битву Нексус, но черепахи смогли помешать ей. Также она владела кольцом, которое может контролировать Шреддера, но она потеряла его, и затем Шреддер и Фут Рекрут уничтожают её отель. Дальнейшая судьба неизвестна, вероятно она сильно пострадала.
- Медведь-Призрак — Медведь мутант. Появляется в «Панцирь в клетке» «Штраф за просрочку». В эпизоде «Снежный день». Ещё раз мутировал и стал похожим на северного медведя мутанта. И стал на половину призраком и на половину-медведем. В «Ядро битв: Нью-Йорк» Вместе с Рафом был привязан и вместе с ним был сброшен с моста. Дальнейшая судьба неизвестна, вероятно по словам Рафа он выбрался и скрылся в неизвестном направлении.
- Карл — мутант краб. Появился в «Лига злобных мутантов» «Один против тьмы» «Ядро битв: Нью-Йорк».
- Бен — мутант краб. Появился в"Лига злобных мутантов" «Один против тьмы» Брат Карла.
- Кортекс — самый умный мутант из скрытого города. Появился в «Ядро битв: Нью-Йорк».
- Кракен Том — Бывший чемпион в битве нексус до Шредера. Его не кто не побеждал кроме Лео и Сплинтера. В 27 серии. И он упал в нокаут.
- Уоренн Стоун — Мутант червяк. Раньше был ведущий на 6 канале но мутировал. Иногда дружит с Гипнопотамом.
- Гас — Мутант собака. (Йокай) Собака мамочки. В 7 серии его послали найти и уничтожить Лео. В 22 серии черепахи хотели забрать у него ощейник. И победили его.
- Создатели жестокости — банда огров.
  - Босс Беверли (озвучивает Джиллиан Вигман) — одноглазый людоед, который является лидером Создателей Жестокости.
  - Огрские приспешники (озвучивает Джиллиан Вигман) — неназванные приспешники босса Беверли.
- Мастера варварства — банда рептильных существ.
  - Босс Брюс (озвучивает Вик Чао) — гуманоидный японский дракон с повязкой на левом глазу, лидер Мастеров варварства.
  - Змеиные приспешники (озвучены Эриком Бауза и Вик Чао) — неназванные гуманоидные змеиные приспешники босса Брюса, которые могут атаковать, как змеи.

## Производство
2 марта 2017 года Эволюция Черепашек-ниндзя была объявлена новым переосмыслением франшизы Teenage Mutant Ninja Turtles. Изначально планировалось, что в сериале будет 26 серий, и он выйдет осенью 2018 года. Сима Заргами, президент Nickelodeon Group, заявила в пресс-релизе:
«Черепашки» — это собственность, в ДНК которой заложено новое изобретение, что сохраняет её актуальность и актуальность для каждого нового поколения, одновременно удовлетворяя спрос со стороны её взрослых поклонников. «Черепашки» стали для нас невероятно важной франшизой с тех пор, как мы возродили её пять лет назад. , и мы рады, что в новом сериале персонажи будут двигаться в другом направлении, с большим количеством юмора, ощущением молодости и легкости, а также с совершенно новыми измерениями для исследования".
Логотип сериала был представлен публике в середине октября 2017 года. В ноябре того же года Nickelodeon объявил об официальном актёре озвучивания главных героев на стороне черепах. В дополнение к этой новости, актёр озвучивания Роб Полсен, который ранее озвучивал Рафаэля в сериале 1987—1996 годов и Донателло в сериале 2012—2017 годов, был режиссёром озвучивания этого сериала. Позже Джон Сина был выбран на роль злодея Барона Драксума. Помимо озвучивания, Роб Полсен озвучивал вместе с другим актёром озвучивания Морисом Ламаршем. Анимационные услуги для Эволюции Черепашек-ниндзя предоставляются австралийской анимационной студией Flying Bark Productions.
В феврале 2018 года Nickelodeon анонсировал и представил основные художественные проекты главных героев. Это произошло во время мероприятия в Facebook, которое в тот день транслировалось в прямом эфире. 23 марта 2018 года Nickelodeon выпустила первый трейлер сериала. Каждый эпизод состоит из двух 11-минутных сегментов, каждая из которых рассказывает самостоятельные, отдельные истории с намеками на более крупный сюжет. Шоу транслировалось как краткий обзор после Kids 'Choice Sports 2018 в июле, а затем его премьера состоялась на Nickelodeon 17 сентября 2018 года.
27 июля 2018 года Nickelodeon продлил сериал на второй сезон из 26 серий. Позже количество планируемых серий в сезоне было сокращено до 13 серий.

## Эпизоды

### Обзор сезонов
| Сезон | Серии | Серии | Даты показа    | Даты показа     |
| Сезон | Серии | Серии | Первая серия   | Последняя серия |
| ----- | ----- | ----- | -------------- | --------------- |
| 1     | 26    | 26    | 20 июля 2018   | 16 ноября 2019  |
| 2     | 13    | 13    | 23 ноября 2019 | 7 августа 2020  |

### Первый сезон (2018—2019)
| № | Название                                                                                     | Режиссёр                                 | Автор сценария                                     | Раскадровка                                                              | Премьера в США    | Произв. код | Зрители U.S. (млн) |
| --- | -------------------------------------------------------------------------------------------- | ---------------------------------------- | -------------------------------------------------- | ------------------------------------------------------------------------ | ----------------- | ----------- | ------------------ |
| 1 | «Mystic Mayhem» «Загадочная заварушка»                                                       | Брендан Клогер и Себастьян Монтес        | Йен Башч, Росс Карни, Рон Корчиллио и Джесс Гордон | Джулия Брэйд и Кевин Молина-Ортис                                        | 20 июля 2018      | 001-002     | 0.60               |
| Черепахи обнаруживают, что они не единственные мутанты в Нью-Йорке, когда они сталкиваются с двумя злодеями из Скрытого города, преследующими похожего на собаку агента. У них есть первая встреча с бароном Драксумом, который создает мутантов с помощью своих слизняков. |                                                                                              |                                          |                                                    |                                                                          |                   |             |                    |
| 2a | «Origami Tsunami» «Оригами Цунами»                                                           | Джейми Викерс                            | Росс Карни и Рон Корчиллио                         | Кристофер Люк                                                            | 25 сентября 2018  | 005         | 1.19               |
| Стремясь к радостям ее жизни, Лео уговаривает команду выследить дуэт воров, в настоящее время преследующих город. При этом Черепахи сталкиваются с Кланом Фут, который использует свои мистические способности для создания воинов оригами из украденной бумаги. |                                                                                              |                                          |                                                    |                                                                          |                   |             |                    |
| 2b | «Donnie's Gifts» «Дары Донни»                                                                | Себастьян Монтес                         | Росс Карни и Рон Корчиллио                         | Джессика Заммит                                                          | 17 сентября 2018  | 006         | 0.65               |
| Донни создает новое снаряжение для своих братьев, чтобы они преодолели свои вредные привычки. Тем не менее, экипировка становится неприятностью только тогда, когда они сражаются с мутировавшим шеф-поваром по прозвищу Жирный Кус, который планирует приготовить черепах, чтобы получить их силы. |                                                                                              |                                          |                                                    |                                                                          |                   |             |                    |
| 3a | «War and Pizza» «Война и Мишка»                                                              | Брендан Клогер                           | Йен Башч                                           | Джулия Брейд                                                             | 17 сентября 2018  | 004         | 0.65               |
| Чтобы спасти работу Эйприл в пиццерии Алберто, Донни модернизирует главный аниматроник только для того, чтобы он вышел из-под контроля. |                                                                                              |                                          |                                                    |                                                                          |                   |             |                    |
| 3b | «Newsworthy» «Ньюсмейкер»                                                                    | Себастьян Монтес                         | Джесс Гордон                                       | Кевин Молина-Ортис                                                       | 27 сентября 2018  | 003         | 0.98               |
| Чтобы проявить себя как величайший враг Черепах, бывший ведущий новостей, ставший мутантом, земляной червь Уоренy Стоун встает на пути Черепашек, когда они выслеживают Гипнопотама, похищающего животных-партнеров других магов. |                                                                                              |                                          |                                                    |                                                                          |                   |             |                    |
| 4a | «Repo Mantis» «Богомол»                                                                      | Джейми Викерс                            | Росс Карни и Рон Корчиллио                         | Кристофер Люк                                                            | сентябрь 20, 2018 | 009         | 1.02               |
| Майки и Донни пытаются достать лунный багги «Юпитер Джим» со станции репо, где они наезжают на его владельца Репо Мантиса. В обмен на пропеллер Майки и Донни нанимают в качестве репо-менов и отправляют забрать себе фургон на Лонг-Айленд. Однако сделка ухудшается, когда они встречают владельца фургона, доброго мутанта по имени Тодд Капибара и его щенков. |                                                                                              |                                          |                                                    |                                                                          |                   |             |                    |
| 4b | «Down With the Sickness» «Эпидемия»                                                          | Джейми Викерс                            | Джесс Гордон                                       | Кристина "Кики" Манрикю                                                  | 18 сентября 2018  | 008         | 0.97               |
| Сплинтер заболел крысиным гриппом, и Черепахам предстоит справиться с его 7 различными стадиями. Черепахи надеются, что Сплинтер дойдет до финальной стадии под названием «Должен сказать «да», чтобы они могли попросить у него все, что захотят. |                                                                                              |                                          |                                                    |                                                                          |                   |             |                    |
| 5a | «The Fast and the Furriest» «Крысаж»                                                         | Брендан Клогер                           | Росс Карни и Рон Корчиллио                         | Кристина Лиу                                                             | 24 сентября 2018  | 011         | 0.90               |
| Когда недавно построенный Черепаший танк Донни пропадает, он сам, Лео, Раф и Майки должны его найти. Преследуя некоторых обычных подозреваемых, они не подозревают, что Черепаший танк был взят Сплинтером, которого дополнительно пригласили на «ужин» с Жирным Кусом. |                                                                                              |                                          |                                                    |                                                                          |                   |             |                    |
| 5b | «Mascot Melee» «Карнавальная схватка»                                                        | Себастьян Монтес                         | Йен Башч                                           | ДжейДжей Конуэй                                                          | 26 сентября 2018  | 010         | 0.92               |
| В поисках нового халата для Сплинтера, Черепахи проходят через Таймс-сквер, где они сражаются с таящимися там талисманами, которые завидуют мему Рафа «Черепаший горшок». Когда они берут деньги, заработанные Рафаэлем, другие Черепахи устраиваются и принимают меры против талисмана - пока они не обнаруживают истинную идентичность талисманов как тараканов-мутантов. |                                                                                              |                                          |                                                    |                                                                          |                   |             |                    |
| 6a | «Shell in a Cell» «Панцирь в клетке»                                                         | Себастьян Монтес                         | Дэйл Малиновски                                    | Кевин Молина-Ортис                                                       | сентябрь 19, 2018 | 015         | 0.83               |
| Лео сбивает Призрачного медведя, лучшего кумира Рафа, с его титула чемпиона мира после того, как случайно упал на него со стропил. Вскоре Рафа раздражает дерзость Лео и он решает бороться с ним сам. Когда Призрачный Медведь присоединяется к битве, Раф узнает, что Призрачный Медведь не играет по правилам. |                                                                                              |                                          |                                                    |                                                                          |                   |             |                    |
| 6b | «Minotaur Maze» «Лабиринт Минотавра»                                                         | Брендан Клогер                           | Джесс Гордон                                       | Кристина Лиу                                                             | 6 октября 2018    | 007         | 1.02               |
| После того, как Черепахи наткнулись на пиццерию под названием Run of the Mill Pizza в мистическом Подгороде, преследуя огненного ёкая, Лео тащит своих братьев в лабиринт смерти в форме пиццы, чтобы получить главный приз ... бесплатную помощь титулованному "лучшая пицца в мире" в салоне красоты. Но чтобы получить его, им придется сразиться с хранителем пиццы в виде Минотавра, который является помощником управляющего лабиринтом. |                                                                                              |                                          |                                                    |                                                                          |                   |             |                    |
| 7 | «Bug Busters» «Жуколовы»                                                                     | Эйб Одиш, Брендан Клогер и Джейми Викерс | Йен Башч, Росс Карни, Рон Корчиллио и Джесс Гордон | Джулия Брэйд и Кристофер Люк                                             | 17 ноября 2018    | 013-014     | 0.95               |
| Черепахи ищут способ устранить проблему Озескито в Нью-Йорке, прежде чем появятся новые мутанты. Этот сюжет приводит их к конфликту с Большой Мамочкой в ее заговоре, чтобы заставить мутантов сражаться за ее развлечение в Боевом Нексусе, к которому вскоре присоединяется Барон Драксум. |                                                                                              |                                          |                                                    |                                                                          |                   |             |                    |
| 8a | «The Longest Fight» «Самый длинный бой»                                                      | Себастьян Монтес                         | Йен Башч                                           | Брендан МакКинней и Шауна Миллс                                          | 6 октября 2018    | 016         | 1.02               |
| Черепахам нелегко наблюдать за своим кумиром скейтбординга Сиднеем Алленом на «Финале экстремального скейтбординга» и одновременно предотвращать кражу со взломом в универмаге Гилберта, совершенную кланом Foot. |                                                                                              |                                          |                                                    |                                                                          |                   |             |                    |
| 8b | «Hypno! Part Deux» «Гипнопотам, продолжение»                                                 | Джейми Викерс                            | Джесс Гордон                                       | Кристина "Кики" Манрикю                                                  | 3 ноября 2018     | 012         | 0.99               |
| Гипнопотам возвращается и портит Эйприл танец возвращения на родину, гипнотизируя присутствующих. |                                                                                              |                                          |                                                    |                                                                          |                   |             |                    |
| 9a | «The Gumbus» «Гумбус»                                                                        | Себастьян Монтес                         | Росс Карни и Рон Корчиллио                         | Кевин Молина-Ортис                                                       | 13 октября 2018   | 018         | 1.09               |
| Лео, Майки и Эйприл расследуют загадочного призрака, обитающего в тематическом супермаркете под названием Stock 'n Shop', что приводит к их встрече с Бакстером Стройкиным. |                                                                                              |                                          |                                                    |                                                                          |                   |             |                    |
| 9b | «Mrs. Cuddles» «Обнимашкина»                                                                 | Эйб Одиш и Джейми Викерс                 | Йен Башч                                           | Кристина "Кики" Манрикю                                                  | 20 октября 2018   | 019         | 0.94               |
| Эйприл, Лео, Донни и Майки заставляют Рафа столкнуться с его самым большим страхом: очаровательным кроликом из детского телешоу по имени мисс Обнимашкина. Однако, всё уже не так смешно, когда Обнимашкина внезапно оживает и начинает охоту на черепах, чтобы утолить свои страхи и заставить их кричать. |                                                                                              |                                          |                                                    |                                                                          |                   |             |                    |
| 10a | «Stuck on You» «Застрявшие»                                                                  | Брендан Клогер                           | Джесс Гордон                                       | Джулия Брэйд                                                             | 10 ноября 2018    | 020         | 1.20               |
| После несчастного случая с клеем, черепахам приходится сражаться с целым рядом злодеев, таких как Серебряная рыбка-мутант, Клан Фут, Гипно-Потамус и Уоррен Стоун, буквально прилипая друг к другу. |                                                                                              |                                          |                                                    |                                                                          |                   |             |                    |
| 10b | «Al Be Back» «Возвратился наш ласковый мишка»                                                | Брендан Клогер                           | Ф. М. Де Марко                                     | Кристина Лиу                                                             | 1 декабря 2018    | 017         | 0.95               |
| Черепашки-ниндзя планируют свой первый публичный музыкальный концерт в Albearto Land. Когда это происходит, его разбивает Альбарто и его армия аниматронных медведей из провалившихся франшиз быстрого питания Альберто. |                                                                                              |                                          |                                                    |                                                                          |                   |             |                    |
| 11a | «The Purple Jacket» «Пурпурная куртка»                                                       | Эйб Одиш                                 | Росс Карни и Рон Корчиллио                         | Кристофер Люк                                                            | 26 января 2019    | 021         | 0.99               |
| Во время посещения школы Эйприл, Донни очаровывается эксклюзивным техническим клубом "Пурпурные драконы" и тут же присоединяется к ним. Однако, когда Драконы злоупотребляют его технологиями в преступных целях, Дон вынужден выбирать между остановкой мошенников и потерей своей драгоценной фиолетовой куртки для членства. |                                                                                              |                                          |                                                    |                                                                          |                   |             |                    |
| 11b | «Pizza Pit» «Пицца-провал»                                                                   | Себастьян Монтес                         | Брайан Поузен                                      | Глэдифэйз Абсцейд и Кай Янг                                              | 2 февраля 2019    | 022         | 0.55               |
| ДИГГ, трио неудачливых девушек-музыкантов, мутировавших в роющих животных Oozesquitos, начинают погружать любимые пиццерии Черепах в землю во время Недели пиццы, побуждая Черепах идти за ними, прежде чем у них не останется места, чтобы получить свою любимую еду. |                                                                                              |                                          |                                                    |                                                                          |                   |             |                    |
| 12a | «Smart Lair» «Умное логово»                                                                  | Брендан Клогер                           | Йен Башч                                           | Кристина Лиу                                                             | 9 февраля 2019    | 023         | 0.99               |
| Чтобы облегчить их домашние дела, Донни изобретает новый искусственный интеллект, Ш.Е.Л.Д.О.Н., который начинает заботиться исключительно о потребностях своего создателя. Недовольные, Раф, Майки и Лео решают перемонтировать робота, что приводит к почти фатальным последствиям для их брата. |                                                                                              |                                          |                                                    |                                                                          |                   |             |                    |
| 12b | «Hot Soup: The Game» «Игра "Острый суп"»                                                     | Эйб Одиш                                 | Росс Карни и Рон Корчиллио                         | Алиса Чан и Кристина "Кики" Манрикю                                      | 16 февраля 2019   | 024         | 0.84               |
| Майки отправляется в одиночную миссию по поиску классической видеоигры, основанной на фильме Лу Джитсу «Острый суп». Между тем, однако, ему придется сразиться с новобранцем клана Фут, который выполняет очень похожую миссию в том же самом аукционном доме. |                                                                                              |                                          |                                                    |                                                                          |                   |             |                    |
| 13 | «The Evil League of Mutants» «Лига злобных мутантов»                                         | Себастьян Монтес                         | Джесс Гордон                                       | Джулия Брэйд, Кай Янг и Кевин Молина-Ортис                               | 19 января 2019    | 025-026     | 0.77               |
| Черепахи в конечном итоге сталкиваются с новой и опасной угрозой в своем любимом городе, когда Барон Драксум, Хугинн и Мунинн собирают в сюжете некоторых из своих самых сильных врагов-мутантов, таких как Жирный Кус, Гипнопотам, Уоррен Стоун, Репо Мантис и подземные монстры. чтобы уничтожить их. |                                                                                              |                                          |                                                    |                                                                          |                   |             |                    |
| 14a | «Late Fee» «Штраф за просрочку»                                                              | Эйб Одиш                                 | Дэйл Малиновски                                    | Кристофер Люк                                                            | 23 февраля 2019   | 027         | 0.79               |
| Простая задача - вернуть один DVD прямо перед тем, как истечет срок его аренды, усложняется бесконечным безумием в Нью-Йорке, включая встречу с Призрачным медведем. |                                                                                              |                                          |                                                    |                                                                          |                   |             |                    |
| 14b | «Bullhop» «Портьяк»                                                                          | Себастьян Монтес                         | Росс Карни и Рон Корчиллио                         | Глэдифэйз Абсцейд и Макс Коллинс                                         | 2 марта 2019      | 028         | 0.86               |
| Дела идут плохо, когда Черепахи пытаются помочь убогому мутанту в виде коридорного, превратившегося в мутанта быка из "Жука-бустера", в то же время планируя набег на отель Гранд Нексус, чтобы получить больше Больших Мамина паутина. Портьяк с радостью решает помочь своим благодетелям. |                                                                                              |                                          |                                                    |                                                                          |                   |             |                    |
| 15a | «Mind Meld» «Игры разума»                                                                    | Эйб Одиш                                 | Джесс Гордон                                       | Кристофер Люк                                                            | 9 марта 2019      | 033         | 0.68               |
| Разочарованный ребячестовм своих братьев во время важной миссии (так называемыми дуралеями), Донни повышает их интеллект. Однако ситуация быстро выходит из-под контроля, когда в них начинают проявляться и черты характера Донателло. |                                                                                              |                                          |                                                    |                                                                          |                   |             |                    |
| 15b | «Nothing But Truffle» «Всё ради трюфеля»                                                     | Алан Ван                                 | Росс Карни и Рон Корчиллио                         | Кристина Лиу                                                             | 16 марта 2019     | 029         | 0.81               |
| Когда Майки и Тодд шпионят за Жирным Кусом, чтобы узнать его самый вкусный рецепт, Черепаха и повар-мутант становятся лучшими друзьями навсегда после того, как Жирный Кус случайно поглощает любезность Тодда. Они двое отправляются на поиски чрезвычайно редкого лунного трюфеля, который растет только тогда, когда Луна выровнена с Юпитером и смотрит на своего хранителя-оборотня. |                                                                                              |                                          |                                                    |                                                                          |                   |             |                    |
| 16 | «Shadow of Evil» «Тень зла»                                                                  | ДжейДжей Конуэй и Алан Ван               | Йен Башч                                           | Джулия Брэйд, ДжейДжей Конуэй и Кевин Молина-Ортис                       | 20 апреля 2019    | 031-032     | 0.61               |
| Пока Черепахи пытаются найти кусочки странного металла, которые ищет Барон Драксум, Сплинтер намеревается разобраться в этих странных занятиях на новой работе Эйприл в Foot Shack. Вскоре он узнает, что Ноги планируют воскресить своего древнего мастера Шредера, собрав доспехи Курои Ёрой. Когда стороны сталкиваются, тайны прошлого Сплинтера наконец раскрываются. |                                                                                              |                                          |                                                    |                                                                          |                   |             |                    |
| 17a | «Portal Jacked!» «Портальное похищение»                                                      | Себастьян Монтес                         | Росс Карни и Рон Корчиллио                         | Макс Коллинс и Зейн Ярбро                                                | 6 апреля 2019     | 034         | 0.65               |
| Лео теряет своих братьев в портале и должен отправиться в таинственный Скрытый город, чтобы спасти их, волоча за собой сеньора Уэсо. Он подозревает, что они находятся на пиратском корабле, которым управляет брат сеньора Уэсо Капитан Пил. |                                                                                              |                                          |                                                    |                                                                          |                   |             |                    |
| 17b | «Warren & Hypno, Sitting in a Tree» «На одном крыльце сидели Гипнопотам и Уоррен Стоун»      | ДжейДжей Конуэй                          | Джесс Гордон                                       | Кристина Лиу                                                             | 1 июня 2019       | 035         | 0.68               |
| Барон Драксум, Хугинн и Мунинн хотят получить перчатку, которая есть у Уоррена Стоуна с тех пор, как она является частью доспехов Курои Йорой, но он не откажется от нее без боя и предательства. Когда Черепахи связаны с угрозой соседа Уоррена по комнате Гипно-Потамуса, Эйприл вспоминает, кто такой Уоррен Стоун, поскольку она была частью фан-клуба, посвященного ему, под названием "Железные головы". |                                                                                              |                                          |                                                    |                                                                          |                   |             |                    |
| 18a | «Operation: Normal» «Операция: Нормальность»                                                 | Алан Ван                                 | Лаура Сребни                                       | Джулия Брэйд                                                             | 8 июня 2019       | 038         | 0.74               |
| Лео и Донни отчаянно пытаются помочь Эйприл провести тихий день с новой подругой по имени Сунита. Они узнают, что она - слизь Ёкай, которая с помощью специального амулета превращается в человека. Вскоре они становятся целью клана Фут, поскольку ботинки, которые носит человеческое тело Суниты, являются частью Курои Йорой. |                                                                                              |                                          |                                                    |                                                                          |                   |             |                    |
| 18b | «Sparring Partner» «Спарринг-партнёр»                                                        | Эйб Одиш                                 | Йен Башч                                           | Алиса Чан                                                                | 13 апреля 2019    | 036         | 0.71               |
| Раф подружился с новым спарринг-партнером в лице Франкенфута и должен держать это в секрете от своих братьев, которым этот парень не нравится. Когда Франкенфута изгоняют из логова, это дает Фехтовому лейтенанту и рекруту возможность принять его в клан Фут. |                                                                                              |                                          |                                                    |                                                                          |                   |             |                    |
| 19a | «You Got Served» «Ужин подан»                                                                | Себастьян Монтес                         | Йен Башч                                           | макс Коллинс и Полина Ким                                                | 15 июня 2019      | 040         | 0.54               |
| Сеньор Уэсо только что вспомнил, что банда огров под названием «Создатели жестокости» и банда рептилий под названием «Мастера варварства» сделали заказ в Run of the Mill Pizza. Помогая сеньору Уэсо в Run of the Mill Pizza с тех пор, как его сотрудники сбежали, Лео и Майки отвлекают братское соперничество. Они должны преодолеть это, чтобы сохранить мир, стараясь не разрушить Run of the Mill Pizza. |                                                                                              |                                          |                                                    |                                                                          |                   |             |                    |
| 19b | «How to Make Enemies and Bend People to Your Will» «Как покорять людей и заводить врагов»    | Эйб Одиш                                 | Росс Карни и Рон Корчиллио                         | Кристофер Люк                                                            | 22 июня 2019      | 039         | 0.49               |
| Барон Драксум изо всех сил пытается продвинуться по лестнице в клане Фут, в то время тот был недоволен тем, что она еще не получила свою отметку. Обнаружив лазейку, в которой член Клана Фут, который может превзойти действующего лидера, может занять эту должность, Драксум приводит Новобранца Фут к организации промаха для Лейтенанта Фут и Брута Фут, когда следующий фрагмент Курои Ёрой оказывается в ботаническом саду. Тем временем Черепахи проводят соревнование, чтобы увидеть, кто сможет противостоять запаху трупного цветка в том же ботаническом саду. |                                                                                              |                                          |                                                    |                                                                          |                   |             |                    |
| 20a | «Mystic Library» «Мистическая библиотека»                                                    | Себастьян Монтес                         | Росс Карни и Рон Корчиллио                         | Кевин Молина-Ортис                                                       | 29 июня 2019      | 037         | 0.52               |
| Черепахи проникают в глубины таинственной скрытой библиотеки в поисках способа спасти Разгрома из зеркала в ванной Эйприл. Пытаясь вести себя тихо, они также должны избегать того, чтобы они не услышали ни звука летучими мышами Библиотекаря летучих мышей, и сражаться с Футами Лейтенантом и Зверем. |                                                                                              |                                          |                                                    |                                                                          |                   |             |                    |
| 20b | «The Purple Game» «Пурпурная игра»                                                           | Алан Ван                                 | Джесс Гордон                                       | Кристина Лиу                                                             | 6 июля 2019       | 041         | 0.61               |
| Когда соревновательная новая видеоигра захлестнет Нью-Йорк, Донни сделает все, чтобы достичь ранга №1. Донни не знает, что видеоигра была создана Пурпурными драконами как способ отомстить ему, когда он тайно управляет гигантским роботом, который атакует город. |                                                                                              |                                          |                                                    |                                                                          |                   |             |                    |
| 21a | «Man vs. Sewer» «Один против тьмы»                                                           | Эйб Одиш                                 | Дэйл Малиновски                                    | Алиса Чан                                                                | 19 октября 2019   | 042         | 0.15               |
| Ленивая речная прогулка Черепах по канализации превращается в дикую, когда Рафа случайно отделяют и оставляют одного. Это приводит к тому, что он пытается выжить в канализации и сталкивается с подземными монстрами. |                                                                                              |                                          |                                                    |                                                                          |                   |             |                    |
| 21b | «The Mutant Menace» «Берегись мутантов»                                                      | ДжейДжей Конуэй                          | Росс Карни и Рон Корчиллио                         | Джулия Брэйд и Джейк Касторена                                           | 19 октября 2019   | 044         | 0.15               |
| Бакстер Стройкин начинает раскрывать существование Черепах и настраивать общественное мнение против них, чтобы заработать большие деньги и в качестве мести. Неудачные попытки Черепах очистить свой имидж настраивают против них весь Нью-Йорк. |                                                                                              |                                          |                                                    |                                                                          |                   |             |                    |
| 22a | «Turtle-dega Nights: The Ballad of Rat Man» «Ночные покатушки: баллада о честолюбивой крысе» | Эйб Одиш                                 | Джесс Гордон                                       | Алиса Чан                                                                | 26 октября 2019   | 030         | 0.19               |
| Желая снова жить во славе, Сплинтер заставляет Донни и Майки модифицировать Черепаший танк и участвовать в дерби по уничтожению мутантов, которым управляет Большая Мамочка. Они сталкиваются с конкуренцией со стороны Жирного Куса, Репо Мантиса, Гипнопотама и Уоррена Стоуна. Это становится интенсивным, когда в дело вступают Большая Мамочка, посыльный из лисы, посыльный из выдры и сова-посыльный. |                                                                                              |                                          |                                                    |                                                                          |                   |             |                    |
| 22b | «The Ancient Art of Ninja Hide and Seek» «Прятки - древнее искусство ниндзя»                 | Себастьян Монтес                         | Йен Башч                                           | Кевин Молина-Ортис                                                       | 26 октября 2019   | 043         | 0.19               |
| Чтобы подготовить черепах к любым будущим угрозам, Сплинтер обучает их навыкам скрытности. После этого он отправляет их на тест, чтобы проникнуть в отель Гранд Нексус и украсть жетоны Гаса. Когда кажется, что они занимают слишком много времени, Сплинтер пробирается в отель, крадёт одежду оператора лифта Осьминога и планирует найти черепах раньше, чем это сделают Гас, Большая Мамочка или посыльные. |                                                                                              |                                          |                                                    |                                                                          |                   |             |                    |
| 23a | «One Man's Junk» «Свалка для одинокого богомола»                                             | Эйб Одиш                                 | Росс Карни и Рон Корчиллио                         | Кристофер Люк                                                            | 2 ноября 2019     | 045         | 0.10               |
| Донни и Майки пытаются вернуть часть Темной брони на свалке Repo Mantis, которую он забрал. Хотя сначала им придется бороться с Репо Мантисом. Тем временем Раф и Лео теряют терпение и проверяют автобус, где случайно отпускают кошку Репо Мантиса, миссис Нуббинс. |                                                                                              |                                          |                                                    |                                                                          |                   |             |                    |
| 23b | «Snow Day» «Снежный день»                                                                    | Себастьян Монтес                         | Дэйл Малиновски                                    | Макс Коллинс и Линн Янг                                                  | 2 ноября 2019     | 046         | 0.10               |
| Черепашки, Эйприл и Разгром вместе проводят снежный день. Тем временем Призрачный медведь мутировал в белого медведя-мутанта после контакта с слизью, которую Майки разморозил. В этой форме он использует свою неосязаемость в заговоре, чтобы разрушить весёлый день Эйприл и черепах на снегу, нацелившись на их снеговика. |                                                                                              |                                          |                                                    |                                                                          |                   |             |                    |
| 24a | «Cloak, and Swaggart» «Рыцари плаща и шампура»                                               | Алан Ван                                 | Джейсон Мейер                                      | Кристина Лиу                                                             | 9 ноября 2019     | 047         | н/д                |
| Эйприл помогает Суните в Нью-Йорке искать ее украденную брошь-маскировку после посещения концерта DIGG. Они обнаруживают, что это было украдено Жирным Кусом, чтобы он мог вернуть свою человеческую форму и свою работу хостером в «Кондесцендной кухне» от связанного Гая Фламбе с кляпом во рту. Между тем, план Сплинтера взять Черепах на тренировку по выживанию в пустыне имеет неприятные последствия, когда Раф случайно блокирует танк на сутки. |                                                                                              |                                          |                                                    |                                                                          |                   |             |                    |
| 24b | «Jupiter Jim Ahoy!» «Юпитер Джим - вперёд!»                                                  | Эйб Одиш                                 | Йен Башч                                           | Алиса Чан                                                                | 9 ноября 2019     | 048         | н/д                |
| Наскучив рассказам Сплинтера о Лу-джитсу, Черепахи отправляются на съезд и встречают Маркуса Монкрифа, который изображает их любимого персонажа из научно-фантастических фильмов, Юпитера Джима. Когда они идут к нему в квартиру, они обнаруживают, что он начал видеть в различных пойманных в ловушку фанатах инопланетян, с которыми Юпитер Джим сражался в фильмах и комиксах, где Маркус стал более погруженным в своего персонажа до такой степени, что он думает, что он на самом деле Юпитер Джим.                                                                |                                                                                              |                                          |                                                    |                                                                          |                   |             |                    |
| 25 | «Insane in the Mama Train» «Безумный поезд Мамочки»                                          | Себастьян Монтес                         | Джесс Гордон                                       | Джейк Касторена, ДжейДжей Конуэй, Кевин Молина-Ортис и Сэм Монтес        | 16 ноября 2019    | 049-050     | 0.06               |
| С помощью Барона Дракса и Гвардейцев клан Фут начинает перемещать почти законченную броню Курои Ёрой на место ритуала. Чтобы перевезти его, Драксум убеждает Большую Мамочку одолжить клану Фут ее поезд. После обучения Черепах, следуя советам своих предков, Сплинтер тренирует Черепах для этого боя. |                                                                                              |                                          |                                                    |                                                                          |                   |             |                    |
| 26 | «End Game» «Конец игры»                                                                      | Эйб Одиш                                 | Росс Карни и Рон Корчиллио                         | ДжейДжей Конуэй, Кристофер Люк, Сэм Монтес, Сэм Сизмански и Шелдон Велла | 16 ноября 2019    | 051-052     | 0.09               |
| Черепахи схвачены, и Барон Драксум отправляет Эйприл обратно, чтобы Сплинтер принес ему последний кусок брони Курои Ёрой. Поскольку лицевая панель находится на его чайнике, Сплинтер придумывает план по спасению своих сыновей с помощью Эйприл, Портьяка, Франкенфута, Щ. Когда Драксум собирает доспехи и надевает их, Черепахи должны найти способ снять с него доспехи. |                                                                                              |                                          |                                                    |                                                                          |                   |             |                    |

### Второй сезон (2019—2020)
| № общий | № в сезоне | Название                                                                                                  | Режиссёр                              | Автор сценария                                                                         | Раскадровка                                                                | Премьера в США  | Произв. код | Зрители U.S. (млн) |
| --- | ---------- | --- | ------------------------------------- | -------------------------------------------------------------------------------------- | -------------------------------------------------------------------------- | --------------- | ----------- | ------------------ |
| 27 | 1          | «Many Unhappy Returns» «Не добро пожаловать»                                                              | Кевин Молина-Ортис и Себастьян Монтес | Йен Башч                                                                               | Джейк Касторена, Алиса Чан, Фил Якобсон, Кевин Млоина-Ортис и Сэм Монтес   | 23 ноября 2019  | 057-058     | 0.18               |
| Теперь, когда Шреддер возрождён, Черепахи должны остановить этого стойкого врага от уничтожения Нью-Йорка. Из-за того, как действует Шреддер, клан Фут отступает, чтобы выяснить, что пошло не так. Проблемы возникают, когда они расходятся, чтобы заниматься разными вещами. Лео берет Сплинтера, у которого есть история с Большой Мамочкой, в отель Грант Нексус, чтобы заручиться ее помощью, пока Эйприл и трио Черепах сражаются с Шреддером. Хотя условие таково, что Сплинтер и Лео должны сразиться с Кракеном в битве Нексус.                                                                                                   |            | |                                       |                                                                                        |                                                                            |                 |             |                    |
| 28a | 2a         | «Todd Scouts» «Скауты Тода»                                                                               | ДжейДжей Конуэй                       | Джесс Гордон                                                                           | Джулз Бриджерс, Джейк Касторена, Морган Хилленбрэнд и Уилл Рузика          | 30 ноября 2019  | 053         | 0.15               |
| Сплинтеру надоело, как его сыновья сидят в телефонах, поэтому он отправляет их в лес под присмотром Тодда. Черепахам нужно научиться слушать и соприкасаться с природой, чтобы спасти Тодда после того, как его схватила группа дантистов, которые приняли Тодда за снежного человека Сасквотч. |            | |                                       |                                                                                        |                                                                            |                 |             |                    |
| 28b | 2b         | «Goyles, Goyles, Goyles» «Горгульи, Горгульи»                                                             | Эйб Одиш                              | Росс Карни и Рон Корчиллио                                                             | Макс Коллинс, Мэтт Хамфрис и Эндрю Ким                                     | 30 ноября 2019  | 054         | 0.15               |
| Поскольку барон Драксум вышел из строя, Хугинн и Мунинн ищут новую работу. Попав в ловушку Жирного Куса, Хугинн и Мунинн вспоминают свой первый день работы на Драксума, где их первая миссия - получить Лу Джитсу из Боевого Нексуса. |            | |                                       |                                                                                        |                                                                            |                 |             |                    |
| 29a | 3a         | «Flushed, But Never Forgotten» «Смытая, но не забытая»                                                    | Алан Ван                              | Дэйл Малиновски                                                                        | Кевин Молина-Ортис                                                         | 12 октября 2019 | 055         | 0.18               |
| У черепах есть секрет, который возвращается, чтобы преследовать их в виде золотой рыбки Сплинтера, Пиболда, которую Лео случайно смыл в унитаз и которая мутировала после того, как съела слизнюка. |            | |                                       |                                                                                        |                                                                            |                 |             |                    |
| 29b | 3b         | «Lair Games» «Подземные игры»                                                                             | ДжейДжей Конуэй                       | Джесс Гордон                                                                           | Шелдон Велла                                                               | 12 октября 2019 | 056         | 0.18               |
| Эйприл представляет свой отмеченный наградами документальный фильм о ежегодном мероприятии черепах: Олимпийских играх в логове. Однако в этом году событие принимает неожиданный оборот, когда Донни неожиданно получает преимущество над постоянным чемпионом прошлых игр, Лео, что вызывает ожесточенную конкуренцию между двумя братьями. |            | |                                       |                                                                                        |                                                                            |                 |             |                    |
| 30a | 4a         | «Breaking Purple» «Пурпурный побег»                                                                       | ДжейДжей Конуэй                       | Джош Рили Браун                                                                        | Кристина Лиу                                                               | 24 апреля 2020  | 059         | н/д                |
| Воспитание Донни приводит к тому, что Ш.Е.Л.Д.О.Н. убежал. Когда он идет в парк, он сталкивается с Пурпурными драконами, которые снимают с него ограничивающий болт и используют его в своих планах, чтобы выиграть гонку дронов в Громовом куполе, устроенную миллиардером Гаем Эксцентриком, и получить передатчик тени, который позволит им взломать любую систему на планете. Теперь Донателло должен работать, чтобы найти его и макияж с ним до того, как Пурпурные Драконы преуспеют в своем заговоре. |            | |                                       |                                                                                        |                                                                            |                 |             |                    |
| 30b | 4b         | «Repairin' the Baron» «Возрождение Драксума»                                                              | Алан Ван                              | Росс Карни и Рон Корчиллио                                                             | Алиса Чан и Макс Коллинс                                                   | 24 апреля 2020  | 060         | н/д                |
| Совет Голов простит Гарма и Фреки, если они приведут барона Драксума в Скрытый город, чтобы ответить за его преступления, в которых они участвовали. Раф узнает, что новым соседом Эйприл является Драксум, который все еще выздоравливает и пригласил Майки в качестве своего гостя. Майки заявляет, что он помогает Драксуму терпеть людей, поскольку он все еще был тем, кто их создал. Когда Майки заставляет Рафа помочь ему, забирая его в Албертоленд, они также должны бороться с Гармом и Фреки. |            | |                                       |                                                                                        |                                                                            |                 |             |                    |
| 31a | 5a         | «Air Turtle» «Летающая черепаха»                                                                          | Себастьян Монтес                      | Джесс Гордон                                                                           | Шелдон Велла                                                               | 24 апреля 2020  | 061         | н/д                |
| Лео получает работу своей мечты в качестве талисмана местной профессиональной баскетбольной команды New York Daves, принадлежащей Тиму Данкману. Лео обнаруживает, что члены New York Daves - ужасные игроки, и уговаривает его сделать все возможное, чтобы изменить его моджо. Он использует древнюю арку «удачи», называемую Аркой Аквинона, которая заставляет игроков становиться одержимыми злыми духами, которые начинают превращать их в демонические формы. |            | |                                       |                                                                                        |                                                                            |                 |             |                    |
| 31b | 5b         | «Pizza Puffs» «Пиццебулочки»                                                                              | ДжейДжей Конуэй                       | Росс Карни и Рон Корчиллио                                                             | Мира Онгча                                                                 | 24 апреля 2020  | 062         | н/д                |
| Раф мешает планам Жирного Куса саботировать своих соперников слоеными пиццами, заправленными мистическим ядом. Когда он обнаруживает, что они съели отравленные слои для пиццы, Раф преподает своим братьям урок ответственности, поскольку отравленные слои для пиццы влияют на них по-разному. Раф должен заставить их решать проблемы самостоятельно, пока они выслеживают Жирного Куса, чтобы найти противоядие. |            | |                                       |                                                                                        |                                                                            |                 |             |                    |
| 32a | 6a         | «Sidekick Ahoy!» «Ищу подручного»                                                                         | Джейк Касторена                       | Йен Башч                                                                               | Джейк Касторена                                                            | 15 мая 2020     | 063         | н/д                |
| Маркусу Монкрифу требуется помощник для его последнего проекта «Юпитер Джим», Черепашки-ниндзя делают всё возможное, чтобы получить работу своей мечты. Когда Раф побеждает, он и Маркус работают, чтобы преследовать злодейского Скорпиона. Тем временем другие уговаривают Рыжего Лиса вернуться к Маркусу. |            | |                                       |                                                                                        |                                                                            |                 |             |                    |
| 32b | 6b         | «The Hidden City Job» «Ограбление в скрытном поезде»                                                      | Себастьян Монтес                      | Росс Карни и Рон Корчиллио                                                             | Макс Коллинс                                                               | 15 мая 2020     | 064         | н/д                |
| Лео и сеньор Уэсо помогают реформированному капитану Пилу в последней опасной миссии. Эта миссия включает в себя получение предмета из аукционного дома, принадлежащего Большой Мамочке. |            | |                                       |                                                                                        |                                                                            |                 |             |                    |
| 33a | 7a         | «Always Be Brownies» «Брауни навсегда»                                                                    | ДжейДжей Конуэй                       | Джесс Гордон                                                                           | Кристина Лиу                                                               | 15 мая 2020     | 065         | н/д                |
| Эйприл и Сплинтер сталкиваются с бандой опасных продавцов пирожных из средней школы в то время, когда Эйприл продает печенье в рамках сбора средств для спасения деревьев. Вскоре они обнаруживают, что эти девушки-скауты работают на бабушку СиДжей, которая носит псевдоним клана Фут, в ее планах по завоеванию мирового господства. |            | |                                       |                                                                                        |                                                                            |                 |             |                    |
| 33b | 7b         | «Mystery Meat» «Мистический фарш»                                                                         | Себастьян Монтес                      | Росс Карни и Рон Корчиллио                                                             | Шелдон Велла                                                               | 15 мая 2020     | 067         | н/д                |
| Барон Драксум получит награду за обед от суперинтенданта кафетерий Вивиан Слопуорт. Благодаря тому, что слизняк вырвался на свободу, загадочная мясная смесь Драксума оживает и терроризирует школу Эйприл, нацеливаясь на каждую еду и съедая ее, чтобы вырасти. Когда появляется Микеланджело, Драксум должен победить это создание под названием Небрежный Джозеф, не используя свои мистические способности и не подвергая опасности школу. |            | |                                       |                                                                                        |                                                                            |                 |             |                    |
| 34a | 8a         | «Donnie vs. Witch Town» «Сказки скрытого города. Часть 1: Донни против посёлка ведьм»                     | Эйб Одиш                              | Йен Башч                                                                               | Алиса Чан                                                                  | 19 июня 2020    | 066         | н/д                |
| Черепахи, Сплинтер и Эйприл посещают Скрытый город. Всегда ученый, Донни не может смириться с тем, что Эйприл отправится к ведьмам города Ведьм за мистической помощью в научном проекте. Они знакомятся с мэром Мирой, который проводит фестиваль в честь Дня жертвоприношения Абигейл Доброго. Донни начинает выходить из себя, и Эйприл получает помощь от Джентри в обмен на помощь в ловле старых червей на зелье мира, чтобы успокоить Великого Моргана. |            | |                                       |                                                                                        |                                                                            |                 |             |                    |
| 34b | 8b         | «Raph's Ride-Along» «Сказки скрытого города. Часть 2: Экскурсия Рафа»                                     | ДжейДжей Конуэй                       | Росс Карни и Рон Корчиллио                                                             | Мира Онгча                                                                 | 19 июня 2020    | 068         | н/д                |
| Черепахи, Сплинтер и Эйприл посещают Скрытый город. Когда он хочет прокатиться вместе с полицией Скрытого города, Рафа ошибочно принимают за отвратительного преступника по имени Гнусный Грин и отправляют в учреждение строгого режима. Раф обманывает Грязных Псов (состоящих из Подлого Дэнни, Злого Микки и Отвратительного Леонарда), с которыми он едет, что он отвратительный Грин. После побега Раф заявляет Грязным Собакам, что у них есть план по их задержанию, пока они не столкнутся с Большой Мамочкой и настоящим Отвратительным Зеленым.                                                                                 |            | |                                       |                                                                                        |                                                                            |                 |             |                    |
| 35a | 9a         | «Hidden City's Most Wanted» «Сказки скрытого города. Часть 3: Самый разыскиваемый в скрытом городе»       | Джейк Касторена                       | Джесс Гордон                                                                           | Кристина Лиу                                                               | 19 июня 2020    | 069         | н/д                |
| Черепахи, Сплинтер и Эйприл посещают Скрытый город. Сплинтер узнает от Майки, что он дал барону Драксу маскировку, чтобы замаскировать его, когда Сплинтер берет их на экскурсию по окрестностям. Когда замаскированную форму Дракса принимает полицейский Скрытого города в качестве подарка для своей дочери Хизер, Майки убеждает Сплинтера помочь спасти Драксума, в то время как ему приходится бороться с полицией Скрытого города, когда маскировка нарушена. |            | |                                       |                                                                                        |                                                                            |                 |             |                    |
| 35b | 9b         | «Bad Hair Day» «Сказки скрытого города. Часть 4: День плохой стрижки»                                     | Себастьян Монтес                      | Росс Карни и Рон Корчиллио                                                             | Глэдифэйз Абсцейд и Макс Коллинс                                           | 19 июня 2020    | 070         | н/д                |
| Черепахи, Сплинтер и Эйприл посещают Скрытый город. Лео отправляется в Hirsute Resort and Spa, чтобы провести день отдыха. К сожалению, это частный клуб, и его выбросили, когда отправили в ужасный клуб через улицу. Их массажисты заявляют, что у людей в клубе есть волосы, а Лео получает сыворотку для волос, которая придает ему волосы, и он получает его в Hirsute Resort and Spa. Хотя он начинает лунатизм, когда у волос есть собственные мысли и они начинают воровать. |            | |                                       |                                                                                        |                                                                            |                 |             |                    |
| 36a | 10a        | «Fists of Furry» «Кулаки пушистости»                                                                      | ДжейДжей Конуэй                       | Йен Башч                                                                               | Морган Хилленбренд                                                         | 17 июля 2020    | 071         | н/д                |
| Сплинтер сообщает своим сыновьям о своих додзё Лу-джитсу в Нью-Йорке. Под своим псевдонимом Рэндалл он берет Эйприл на одну из своих инспекций и обнаруживает, что все его додзё были захвачены Комодо Додзё, которым управляет Кристофф ван Брэдфорд, за исключением одного, где его ученики плохо справляются с печально известным Лу-джитсу движется. Чтобы противостоять Комодо Додзё, Сплинтер тренирует Эйприл в каждом из приемов лу-джитсу, включая движение «Семь гадюк». |            | |                                       |                                                                                        |                                                                            |                 |             |                    |
| 36b | 10b        | «The Clothes Don't Make the Turtle» «Не одежда красит черепаху»                                           | Джейк Касторена                       | Джесс Гордон                                                                           | Алиса Чан                                                                  | 17 июля 2020    | 072         | н/д                |
| Рафаэль примеряет новые костюмы для мероприятия «Ночь миллиона секретов» в Magic Town House, в то время как Лео, Донни и Майки также примеряют разные наряды. Когда они обнаруживают, что уже здесь из-за ранее сделанных селфи, они обнаруживают, что Гипнопотам был ответственен за то, что ранее произошло, и были загипнотизированы его гипнотической музыкой, чтобы попробовать другую одежду из 80-х, так что Гипнопотам может ориентироваться на журналы, написанные Гарри Гудини, и узнать, как с их помощью изменить реальность.                                                                                                  |            | |                                       |                                                                                        |                                                                            |                 |             |                    |
| 37 | 11         | «Battle Nexus: New York» «Ядро битв: Нью-Йорк»                                                            | Кевин Молина-Ортис и Алан Ван         | Дэйл Малиновски                                                                        | Макс Коллинс и Кристина Лиу                                                | 17 июля 2020    | 075-076     | н/д                |
| Большая Мамочка превращает Нью-Йорк в один большой боевой нексус. Раф, Лео, Майки и Донни объединяются с Призрачным медведем, Карлом Сандо, Жирным Кусом и Гипнопотамом против Тролля, Спрайта, Амфисбены и Кортекса, чемпиона Боевого Нексуса. Тем временем Сплинтер, Эйприл, Барон Драксум, Тодд, Фут-рекрут и жители Нью-Йорка отправляются в круиз, окруженный мистическим барьером внутри сферы, когда они пытаются сбежать. Даже когда они победят своих соперников, Черепахам все равно придется сражаться с последним чемпионом Большой Мамочки, Shadow Fiend, личность которого они меньше всего подозревают.                     |            | |                                       |                                                                                        |                                                                            |                 |             |                    |
| 38a | 12a        | «Finale Part 1: E-Turtle Sunshine of the Spotless Mind» «Финал. Часть 1: Черепашье сияние чистого разума» | Себастьян Монтес                      | Джош Рили Браун                                                                        | Макс Коллинс и Шелдон Велла                                                | 7 августа 2020  | 101         | н/д                |
| С возвращением Шредера в клан Фут, Барон Драксум позволяет черепахам проникать в подсознательные воспоминания Сплинтера, чтобы найти способы навсегда победить своего демонического врага. Однако, обнаружив секрет, они обнаруживают, что его извлечение из Сумеречного Царства происходит за счет полного раскрытия Шредера - хотя они также получают неожиданного нового союзника в лице его дочери, Хамато Караи, которая оказалась в ловушке Сумеречного Царства. |            | |                                       |                                                                                        |                                                                            |                 |             |                    |
| 38b | 12b        | «Finale Part 2: Shreddy or Not» «Финал. Часть 2: Готовы или нет»                                          | ДжейДжей Конуэй                       | Джош Рили Браун                                                                        | Макс Коллинс, Морган Хиллбрэйд, Кейси Куо, Кристина Лиу и Шелдон Велла     | 7 августа 2020  | 102         | н/д                |
| Вернувшись из Сумеречного Царства, Караи продолжает обучать Черепах мистической технике, которая свяжет их с духами их предков Хамато, тем самым дав им силу победить своего врага. Прежде, чем они успевают это узнать, Шреддер, придя в полное сознание, нападает на их убежище. Его атака вынуждает Черепах и Эйприл эвакуироваться, в то время как Сплинтер и Драксум остаются позади, чтобы остановить его. |            | |                                       |                                                                                        |                                                                            |                 |             |                    |
| 39a | 13a        | «Finale Part 3: Anatawa Hitorijanai» «Финал. Часть 3: Ты не будешь одинок»                                | Джейк Касторена                       | Джош Рили Браун, Йен Башч, Росс Карни, Рон Корчиллио, Тони Гама-Лобо и Дэйл Малиновски | Джулс Бриджерс Алиса Чан, Морган Хиллбрэйд, Кейси Куо                      | 7 августа 2020  | 103         | н/д                |
| Черепахи вынуждены отступить в леса Нью-Джерси. Эйприл приходит к смертельно раненой Караи, которая переносит свою душу в тело Эйприл, а затем присоединяется к Черепахам, чтобы научить их «Хамато Нинпо». Вместо Караи Шреддер готовится высосать жизненную сущность Сплинтера, чтобы сделать его полностью непобедимым, но для ритуала ему нужно редкое вещество под названием Эмпиреи. Драксум ведет Шредера в свою лабораторию в Скрытом городе, где он хранил немного Эмпирея, только чтобы повернуться против него, осознав, что Шреддер является угрозой, против которой он намеревался в первую очередь создать свою армию ёкаев. |            | |                                       |                                                                                        |                                                                            |                 |             |                    |
| 39b | 13b        | «Finale Part 4: Rise» «Финал. Часть 4: Эволюция»                                                          | Кевин Молина-Ортис                    | Джош Рили Браун, Йен Башч, Росс Карни, Рон Корчиллио, Тони Гама-Лобо и Дэйл Малиновски | Джейк Касторена, Алиса Чан, Морган Хиллбрэйд, Кейси Куо и Себастьян Монтес | 7 августа 2020  | 104         | н/д                |
| Теперь, зная, где находится Эмпирей, Шреддер продвигает Фут-Рекрута в качестве своего нового генерала, оставляя Фут-лейтенанта и Фут-Брута в ловушке среди обломков. Посетив выздоравливающую Большую Мамочку, Черепахи и Эйприл узнают, что Шреддер направляется к Плачущему Титану, где находится Эмпиреи. Пока Шреддер готовит ритуал по высасыванию сущности Сплинтера, Сплинтер пытается заставить Фута рекрута дезертировать, чтобы Черепахи могли получить помощь в победе над Шреддером. |            | |                                       |                                                                                        |                                                                            |                 |             |                    |

### Короткометражки
| №                                                      | Название                      | Режиссёр         | Автор сценария             | Дата премьеры   |
| ------------------------------------------------------ | ----------------------------- | ---------------- | -------------------------- | --------------- |
| 1                                                      | «Race»                        | Себастьян Монтес | Росс Карни и Рон Корчиллио | 27 ноября 2019  |
| Черепашки забегают в квартиру Эйприл.                  |                               |                  |                            |                 |
| 2                                                      | «Turtle Tots»                 | Себастьян Монтес | Росс Карни и Рон Корчиллио | 27 ноября 2019  |
| Малыши-черепашки играют со своим оригинальным оружием. |                               |                  |                            |                 |
| 3                                                      | «Sentient Bed»                | Эйб Одиш         | Майкл ДеГрантис            | 2 августа 2022  |
| 4                                                      | «Raph's Catchphrase»          | Эйб Одиш         | Майкл ДеГрантис            | 2 августа 2022  |
| 5                                                      | «C.O.W.A.B.U.N.G.A.»          | Сара Фрост       | Дрю Эдвардс                | 1 сентября 2022 |
| 6                                                      | «Cucumber-Mikey Vs. Manticat» | Сара Фрост       | Дрю Эдвардс                | 1 сентября 2022 |

## Трансляция
Премьера сериала состоялась 17 сентября 2018 года на канале Nickelodeon в США. К тому времени премьера сериала уже состоялась в качестве предварительного просмотра на канале YTV в Канаде 27 июля того же года, а официальная премьера состоялась 21 сентября того же года. В Великобритании шоу транслируется на Nicktoons и Channel 5. Эпизоды также иногда транслируются на обоих каналах одновременно для наземных прав.

## DVD
Nickelodeon и Paramount Home Entertainment в настоящее время выпускают однотомные DVD с сериалом, каждый из которых содержит 6-7 непоследовательных эпизодов.
| Название | Сезон | Эпизоды | Дата выхода в регионе 1 | Дата выхода в регионе 2 |
| |       |         |                         |                         |
| Rise of the Teenage Mutant Ninja Turtles | 1     | 7       | 12 марта 2019           | 15 июля 2019            |
| Этот выпуск содержит семь серий первого сезона: «Загадочная заварушка», «Дары Донни», «Война и мишка», «Панцирь в клетке», «Оригами Цунами», «Карнавальная схватка» и «Лабиринт Минотавра». |       |         |                         |                         |
| |       |         |                         |                         |
| Mutant Mania | 1     | 6       | 4 февраля 2020          | 15 марта 2020           |
| Этот выпуск содержит шесть серий первого сезона: «Злобная лига мутантов», «Богомол», «Жуколовы», «Гипнопотам, продолжение», «Застрявшие» и «Возвратился наш ласковый мишка».                |       |         |                         |                         |
| |       |         |                         |                         |

## Награды и номинации
Сценарист мультсериала победил в номинации на премию «Энни», а сама работа была номинирована на «Лучшие визуальные эффекты» и «Лучший мультсериал».
| Year | Award               | Category                                                                                            | Recipient                 | Result    | Refs          |
| ---- | ------------------- | --------------------------------------------------------------------------------------------------- | ------------------------- | --------- | ------------- |
| 2019 | Annie Awards        | Лучшая анимационная телевизионная/вещательная продукция для детей                                   | Эволюция Черепашек-Ниндзя | Номинация | [ 57 ]        |
| 2019 | Annie Awards        | Выдающееся достижение в области анимационных эффектов в анимационном телевидении и телерадиовещании | Джеффри Лаи               | Номинация | [ 57 ]        |
| 2019 | Annie Awards        | Выдающееся достижение в области раскадровки в анимационном телевидении / вещании                    | Кевин Молина-Ортис        | Победа    | [ 57 ] [ 58 ] |
| 2019 | Kids' Choice Awards | Любимый мультфильм                                                                                  | Эволюция Черепашек-ниндзя | Номинация | [ 59 ]        |
| 2019 | Daytime Emmy Awards | Выдающийся детский мультсериал                                                                      | Эволюция Черепашек-ниндзя | Номинация | [ 60 ]        |
| 2020 | Annie Awards        | Лучшая анимационная телевизионная/вещательная продукция для детей                                   | Эволюция Черепашек-ниндзя | Номинация | [ 61 ]        |
| 2021 | Annie Awards        | Лучшая анимационная телевизионная/вещательная продукция для детей                                   | Эволюция Черепашек-ниндзя | Номинация | [ 62 ]        |
| 2021 | Annie Awards        | Выдающееся достижение в области режиссуры анимационного телевидения / вещания                       | Алан Ван                  | Номинация | [ 62 ]        |

## Мультфильм
5 февраля 2019 года было объявлено, что для Netflix выйдет мультфильм по одноимённому мультсериалу. Мультфильм расскажет о Черепахах, спасающих мир от Крэнга. Выход мультфильма на экраны был запланирован на 2021 год, однако позднее был перенесён на год вперёд, поскольку производство на тот момент не было завершено.

## Товары и медиа

### Комиксы
IDW опубликовал комикс по мотивам сериала, начиная с июля 2018 года. Комиксы завершились вводным выпуском (№ 0), основным сюжетом из пяти выпусков и специальным выпуском комиксов на Хэллоуин. После периода бездействия, с июля по сентябрь 2019 года он был продолжен сюжетной аркой из трех выпусков под названием «Отключи звук!».

### Игрушки
16 февраля 2018 года первые игрушки по мотивам сериала были представлены во время ярмарки игрушек в Нью-Йорке. Первые игрушки «Восстание черепашек-ниндзя» должны быть выпущены 1 октября 2018 года, но начинают просачиваться. на полках магазинов 20 сентября 2018 года.
В августе 2018 года американская сеть ресторанов быстрого питания Sonic Drive-In выпустила набор детских игрушек по мотивам сериала, которые были доступны в их блюдах Wacky Pack.

### Видеоигры
В течение нескольких месяцев, предшествовавших запуску серии, Viacom и Nintendo совместно работали над продвижением «Черепашек-ниндзя» на рынок с ограниченным сроком действия. многопользовательское событие для видеоигры 2017 года «Splatoon 2», в котором Инклинги могут участвовать в турнире Splatfest, сражаясь за то, кто из четырёх братьев лучший. Донни выиграл в целом, победив Майки в первом раунде и Рафа (который, в свою очередь, победил Лео) в финале.